# Лу Тзе
Лу Тзе (на английски: Lu-Tze), наричан още Метача, е герой от поредицата на писателя Тери Пратчет „Светът на диска“. Името му е основано на името на китайския философ-даоист Лао Дзъ.

### Описание
Лу Тзе е нисък, плешив, сбръчкан и усмихнат старец на около 800 години (не е известно дали чрез прераждане, или чрез кръгообразно остаряване). Има си книжка с мъдрости от рода на „Това го усещам и с космите по врата си“, „Няма да зарасне по-бързо, ако го човъркаш“, „Винаги обличай чисто бельо, защото не знаеш кога някога каруца ще те прегази на улицата“. Изглежда като смешно старче, но е много способен монах, дори за своя орден, където по дефиниция са способни на доста. Не се интересува особено от правилата, ако те пречат на добрия резултат.

### Поява и участие
За пръв път в книгите от поредицата Лу Тзе се появява в „Малки богове“, където е периферен герой. Той е един от монасите на времето. Ордена на монасите на времето в книги е описан като орден, подобен на будистки. Задачата на монасите от ордена е да следят и поддържат потока на времето и историята на Света на диска, съобразно техните Книги на историята в манастира им в планините Овнерог.
По-съществена роля Лу Тзе играе в романа „Крадец на време“. Там научаваме, че той не е монах, а „само“ обикновен чистач в манастира Уи-Донг. Това му помага да използва там същия трик (метачите никой не ги забелязва), както и навсякъде другаде. Научил е много за по-старшите монаси просто от подреждането на стаите им. Всеки е чувал името на Лу Тзе – един от най-великите – но твърде малко знаят кой всъщност е.

### Характерни черти и способности
Лу Тзе изпитва дълбок респект към Абата на манастира Уи-Донг, но иначе не уважава особено авторитетите. Непочтителното му поведение вбесява старшите монаси, най-вече заради факта, че той е наистина много добър в работата си. А също и му позволява някои неща, които те не могат да си позволят – например да говори каквото мисли. Видял е доста промени в манастира, и не одобрява повечето. Особено го дразни отскорошното (по неговите мерки) увлечение по бойни изкуства – той смята, че не това е начинът да се постигне каквото и да е.
Не че не го бива в бойните изкуства – напротив. Той е единственият известен майстор на дежа-фу, бойно изкуство, при което движенията са не само в пространството, но и във времето. Обикновено разчита на факта, че никой не забелязва метачите, на умението си да се измъква чрез сладкодумие, и на Първото правило. Първото правило гласи: „Не действай самонадеяно, когато си срещу дребен плешив усмихнат старец“. (Деветнайсетото правило гласи: „Никога не забравяй Първото правило. И честичко си задавай въпроса защо то е Първото.“) Някои смятат, че Лу Тзе само блъфира чрез първото правило. Тези, които са го проверили на практика, вече не смятат така. В края на „Крадец на време“ той побеждава Лобсанг, който към този момент е въплъщение на Времето, пред тълпа старши монаси. И пояснява: „Първото правило имаше нужда от малко освежаване.“

### Хобита и увлечения
Лу Тзе е поклонник на Напътствията на госпожа Космополита – кроячка в Анкх-Морпорк. Сред тях са например предполагаеми коани като „Никога не вали, по-скоро капе“, „Прави върху другите каквото би искал те да правят върху теб“ (не е сигурен дали е запомнил това точно), „Защото“, „Яж го, и косата ти ще се накъдри“, и „Добре, аз ще отивам към началото на стълбите ни“. Не е ясно доколко ги взима насериозно – възможно е просто да мотае главите на другите монаси. Много от облечените в жълто младежи от района на Уи-Донг поемат по неговия Път. (От колкото по-далече идва една мъдрост, толкова по-голяма изглежда.) Те старателно шпионират госпожа Космополита, което никак не ѝ се нрави. Усилията им дори са създали специфично бойно изкуство, при което противниците крещят един по друг неразбираеми неща, преди да цапардосат опонента си по главата с метла.
Когато не изпълнява задълженията си като метач, Лу Тзе работи в своята Градина на Петте изнернади. Те са малък мост, който се накланя под теб и те изсипва в басейна с щуките; пътека през малки маргаритки, които те напрашават с отровен полен; бронзова пеперуда, която си размърдва крилете, когато дъхнеш върху нея; насекомо, което прилича на пръчка, и евтина карнавална маска. Друго негово хоби е отглеждането на планини бонсай – работа, запазена за тези, които са достатъчно търпеливи, за да станат Читатели на Невидимите Писмена, да гледат Голямото състезание по континентален дрифт, или дори да карат Волво. Не е ясно как точно се получават тези планини; споменава се, че отглеждането им се базира на много мъдър подбор на перспективни скали (трябва да откриеш какво при нормални условия би станало връх на планина) и устройства, които повлияват морфичното поле на растящата планина, за да я направят по-малка.